# Eteri Georgijewna Tutberidse
Eteri Georgijewna Tutberidse (russisch Этери Георгиевна Тутберидзе; geboren am 24. Februar 1974 in Moskau) ist eine russische Eiskunstlauftrainerin und ehemalige Eiskunstläuferin. Gegenwärtig (Stand 2020) leitet sie das Training für Eiskunstlauf des Sportvereins Sambo 70 in Moskau. Sie trainiert hauptsächlich Eiskunstläufer, die im Einzellauf antreten. Zu ihren erfolgreichsten Schülerinnen gehören die Olympiasiegerin von 2022 Anna Schtscherbakowa, die Olympiasiegerin von 2018 und Weltmeisterin von 2019 Alina Sagitowa, die Weltmeisterin von 2016 und 2017 Jewgenia Medwedewa sowie Julija Lipnizkaja, die 2014 eine Goldmedaille im olympischen Teamwettbewerb gewann.

## Werdegang
Tutberidse wurde am 24. Februar 1974 als jüngstes von fünf Geschwistern einer georgischen Großfamilie in Moskau geboren. Ihr Vater arbeitete in der Gießerei des SIL-Werks und ihre Mutter als Ingenieurin. Sie studierte an der Sportakademie in Malachowka und beendete ihr Studium mit einem Abschluss in Choreografie. Sie lebte sechs Jahre lang in verschiedenen Städten in den USA, unter anderem in Oklahoma City, Cincinnati, Los Angeles und San Antonio. Ihre Tochter Diana Davis, mittlerweile eine Eistänzerin, wurde am 16. Januar 2003 in Las Vegas geboren.

## Sportliche Laufbahn
Tutberidse fing im Alter von viereinhalb Jahren unter der Anleitung von Jewgenija Selikowa und später von Eduard Pliner mit dem Eiskunstlauf an. Nach einem Wirbelbruch wechselte sie vom Einzellauf zum Eistanz. Sie wurde zunächst zwei Jahre lang von Lidija Kabanowa trainiert, anschließend von Jelena Tschaikowskaja. In dieser Zeit war Wjatscheslaw Tschitschekin ihr Partner im Eistanz. Nach einem kurzen Wechsel zur Trainerin Natalja Linitschuk wurde Tutberidse drei Jahre lang von Gennadi Akkerman trainiert. Bis zu seiner Emigration in die USA war Alexei Kiljakow ihr Partner im Eistanz.
In der Saison 1991–1992 wechselte Tutberidse zur Trainerin Tatjana Tarassowa, danach beendete sie ihre Amateurkarriere als Sportlerin. Während ihrer mehrjährigen Profikarriere war Nikolai Apter ihr Partner im Eiskunstlauf.

## Laufbahn als Trainerin
Tutberidse begann ihre Arbeit als Trainerin für Eiskunstlauf in San Antonio, Texas. Nach ihrer Rückkehr nach Russland wechselte sie nach anderen Stationen zum Sportverein Sambo 70 (SDUSSHOR 37) in Moskau, wo sie mit Sergei Dudakow und Daniil Gleichenhaus zusammenarbeitet.
Im Jahr 2020 wurde sie von der ISU als beste Trainerin ausgezeichnet.

### Gegenwärtige Schüler

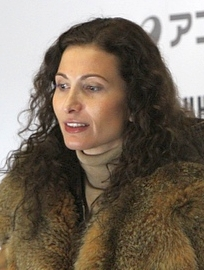
Tutberidse beim ISU Junior Grand Prix Finale im Dezember 2010

- Alina Sagitowa : Olympiasiegerin 2018, Weltmeisterin 2019, Europameisterin 2018, Gold beim ISU Grand Prix Finale 2017[11]
- Jewgenija Medwedewa : Silber bei den Olympischen Winterspielen 2018, Weltmeisterin 2016 und 2017, Europameisterin 2016 und 2017, Gold beim ISU Grand Prix Finale 2015 und 2016[7]
- Elisabet Tursynbajewa : Silber bei der Weltmeisterschaft 2019, Silber bei der Vier-Kontinente-Meisterschaften 2019
- Moris Qwitelaschwili : Bronze bei der Europameisterschaft 2020[12]
- Anna Schtscherbakowa : Olympiasiegerin 2022, Weltmeisterin 2021, Silber bei der Europameisterschaft 2020[13]
- Kamila Walijewa : Gold beim ISU Junior Grand Prix Finale 2019[14], Weltmeisterin der Junioren 2020, Europameisterin 2022
- Alexei Jerochow : Weltmeister der Junioren 2018[15]
- Daniil Samsonow : Bronze beim ISU Junior Grand Prix 2019[16]
- Aljona Kostornaja : Europameisterin 2020, Gold beim ISU Grand Prix Finale 2019[17][18]

Weitere Schüler sind unter anderem Maija Chromych, Darja Ussatschowa und Egor Rukhin.

### Ehemalige Schüler
- Polina Schelepen[19][20]: zwei Silbermedaillen beim ISU Junior Grand Prix Finale
- Julija Lipnizkaja[21][22] (2009 bis November 2015): 2014 Europameisterin, 2014 Olympiasiegerin beim Teamwettbewerb, 2014 Silber bei der Weltmeisterschaft
- Adjan Pitkejew[8] (bis März 2016): 2014 Silber bei der Weltmeisterschaft der Junioren, 2013 Silber beim ISU Junior Grand Prix Finale
- Sergei Woronow (Mitte 2013 bis März 2016)[23]: 2014 Silber bei den Europameisterschaften, 2014 Bronze beim ISU Grand Prix Finale
- Serafima Sachanowitsch (in der Saison 2014/2015)[24]: 2015 Silber bei der Weltmeisterschaft der Junioren, 2014 Silber beim ISU Junior Grand Prix Finale
- Polina Zurskaja[25]: 2015 Gold beim ISU Junior Grand Prix Finale
- Alexandra Trussowa : Silber bei den Olympischen Winterspielen 2022, Bronze bei der Europameisterschaft 2020, Bronze beim ISU Grand Prix Finale 2019, Weltmeisterin der Junioren 2019[26]

Weitere ehemalige Schüler sind unter anderem Ilja Skirda, Darja Panenkowa, Anastassija Tarakanowa, Wladimir Samoilow, Kamilla Gainetdinowa, Polina Korobeinikowa, Darja Pawljutschenko und Aljona Kanyschewa.

## Kritik
Tutberidse wurde während der Olympischen Winterspiele 2022 „gnadenloser Drill“ und „rücksichtloser Verschleiß von Talenten“ vorgeworfen. Der Präsident des IOC Thomas Bach kritisierte Tutberidse scharf für ihre Behandlung von Kamila Walijewa nach ihrer Kür im Einzelwettbewerb.